# Mascagnia loretensis
Mascagnia loretensis là một loài thực vật có hoa trong họ Malpighiaceae. Loài này được MORTON mô tả khoa học đầu tiên năm 1932.